# Список экорегионов Нигерии
Ниже приведен список экорегионов в Нигерии, согласно Всемирному Фонду дикой природы (ВФП).

## Наземные экорегионы
по основным типам местообитаний

### Тропические и субтропические влажные широколистные леса
- Камерунские высокогорные леса
- Переходные леса Кросс-Нигер
- Прибрежные леса Кросс-Санага-Биоко
- Болотные леса Дельты Нигера
- Низинные леса Нигерии

### Тропические и субтропические луга, саванны и кустарники
- Лесная саванна Гвинеи
- Лесная саванна Плато Мандара
- Сахель
- Западные Суданские саванны

### Горные луга и кустарники
- Лесо-луговые пастбища Плато Джос

### Затопляемые луга и саванны
- Затопленные саванны озера Чад

### Мангры
- Мангры Центральной Африки

## Пресноводные экорегионы
по биорегиону

### Нило-Судан
- Прибрежная бухта
- Водосбор Чада
- Нижний Нигер-Бенуэ
- Дельта Нигера

### Западное экваториальное побережье
- Северо-западное экваториальное побережье

## Морские экорегионы
- Центральный залив Гвинеи